# شهرستان صور

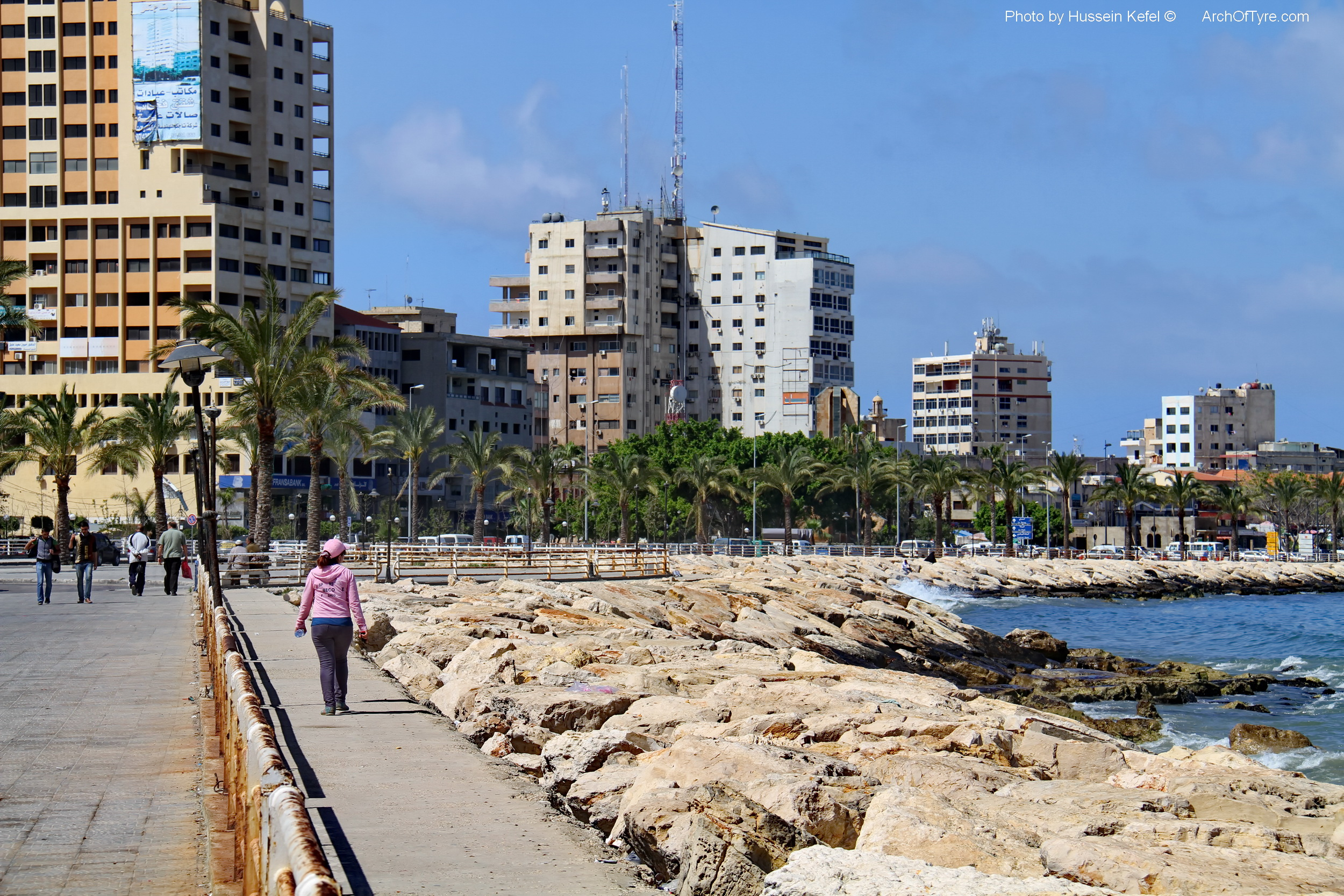
نمایی از شهرستان صور.

قضاء صور (به عربی: قضاء صور) یک منطقهٔ مسکونی در لبنان است که در صور (لبنان) واقع شده‌است.

## خصوصیات
قضاء صور ۲۷۴ کیلومترمربع مساحت و ۲۳۸٬۳۴۸ نفر جمعیت دارد.